# Дюльфер, Мартин
Мартин Дюльфер (1 января 1859, Бреслау — 21 декабря 1942, Дрезден) — немецкий архитектор. Известен своими архитектурными проектами в стиле модерн. Вся его профессиональная деятельность проходила в Германии, где он также преподавал во многих высших учебных заведениях и закончил свою архитектурную карьеру профессором в Дрезденском техническом институте.

## Биография
Мартин Дюльфер родился в 1859 году в семье издателя и книготорговца Карла Дюльфера в Бреслау. После окончания реальной гимназии во Вроцлаве он учился сначала в ремесленном училище в Швайднице и затем с 1877 по 1879 в Техническом институте Ганновера у Конрада Вильгельма Хазе. С 1879 по 1880 год он продолжал учёбу в Техническом институте Штутгарта, возможно, у Кристиана Фридриха фон Ляйнса. В Ганновере он присоединялся к Corps Macaro-Visurgia. После службы в армии в 1880—1881 годах занялся практической деятельностью и работал в престижном Берлинском архитектурном бюро Генриха Кайзера и Карла фон Гроссхайма, позже в его родном городе Вроцлаве в бюро Броста и Гроссера. И, наконец, в 1885/1886 годах он завершил свою учёбу в Техническом институте Мюнхена у Фридриха фон Тирша.
Свою самостоятельную профессиональную деятельность Дюльфер начал в 1887 в Мюнхене. Сначала он строил в типичной для того времени и региона необарочной манере историцизм. В 1900 он обращает свой взор к модерну, чей цветочный, геометрический и текстурный репертуар он связал с элементами барокко и классицизма, таким образом создав свой индивидуальный почерк в стиле модерн. Он создавал проекты фасадов, жилых зданий, торговых домов и вилл для клиентов из высшего общества.
В 1899—1900 годах Дюльфер смог воплотить своё первое театральное здание в Мерано, за которым должны были следовать следующих четыре. За пятью реализованными проектами следовали ещё множество неосуществлённых конкурсных проектов, которые не были воплощены в жизнь из-за неблагоприятных внешних обстоятельств, вопреки первым местам на конкурсах.
В 1902 Дюльфер получил почетное звание Королевского Баварского Профессора. В 1906 году его пригласили как преемника Карла Вайссбаха в качестве профессора для проектирования высотных зданий в Технический Институт Дрездена. С 1912 года Дюльфер был там деканом отделения высотного строительства. С 1920 по 1921 он был ректором и непосредственно после этого два года проректором института. Он был членом во многих профессиональных и творческих объединениях, с 1908 по 1912 занимал должность председателя Союза немецких архитекторов.

### Здания и проекты (выборка)
- 1892—1893: Государственная и городская библиотека в Аугсбурге (Германия)
- 1894—1897(?): «Фонтан Луитпольда» (Luitpold-Brunnen) или Фонтан Принц-регента (Prinzregenten-Brunnen) в Клумбахе (Германия)
- 1895: Могила Георга Пшора (Georg Pschorr) на старом южном кладбище в Мюнхене
- 1895: «Kaim-Saal» Акустический (концертный) зал на Тюркенштрассе 5 (разрушен в 1944)
- 1896—1898: Вилла Бехтольсхайм (Bechtolsheim) на Мария-Терезия-Штрассе 27 в Мюнхене
- 1897—1898: Офисное здание издательства F. Bruckmann на Нимфенбургерштрассе 86 в Мюнхене
- 1898—1901: Жилой дом для строительного предпримимателя Фридриха Вагнера, Каульбахштрассе 22-26, Мюнхен (сохранился частично, находится под охраной защиты памятников)
- 1899—1900: Городской театр в Меране (южный Тироль, тогда Австрия), Театральная площадь 2 (Theaterplatz)
- 1900—1901: Офисное здание издателъства газеты Мюнхнер Альгемайнер Цайтунг (Münchner Allgemeinen Zeitung) Байерштрассе (Bayerstraße) 57/59, Мюнхен. Это здание считается веховой постройкой в стиле модерн. Во начале 20-века когда стиль модерна не очень ценили, точнее в 1929 году, после модернизации фасад ничего не осталось от жизнелюбивых красок оригинала.
- 1902: Собственный дом в стиле модерн с елементами барокко Крайлинг (Krailling)
- 1902: Могила Бекера (Becker) на еврейском кладбище в Берлине-Вайсенсее (Berlin-Weißensee)
- 1902—1903: Гостиница Терминус (Hotel Terminus) в Мюнхене на Байерштрассе 43 (Bayerstraße) и Миттерерштрассе 1 (Mittererstraße)
- 1903—1904: Городской театр в Дортмунде, Хильтропваль 15 (Hiltropwall) в сотрудничестве с Генрихом Тессенов (Heinrich Tessenow) (разрушен во время 2-й мировой войны)
- 1904: Конкурсный проект городского театра в Гиссене (втрорая премия)
- 1905: Конкурсный проект городского театра в Оснабрюке (не воплащён)
- 1905—1906: Жилой дом фабриканта Вильхельма Шенка (Wilhelm Schenk) во Фрайбурге (Брайсгау)(сохранился с незначительными изменениями)
- 1907: Офисное здание Шнайдера (Schneider) в Висбаден на Кирхгассе (Kirchgasse) (снесено)
- 1907—1908: Жилой дом предпринимателя Карла Филипсона (Carl Philipson) в Оснабрюке (разрушен в 1945 г.)
- 1907—1908: Государственный театр в Любекена на улице Беккергрубе (Beckergrube) (реставрирован в 1993—1996 гг.)
- 1908: Конкурсный проект Королевского Вюрттембергского Придворного Театра в Штутгарте (не воплощён)
- 1909: Конкурсный проект городского театра в Бремерхафен (не воплощён)
- 1909: Конкурсный проект городского театра в Хагене (первая премия, не воплощён)
- 1910: Конкурсный проект Neue Königliche Opernhaus in Berlin (вторая премия, не воплощён)